# Trener (film 1978)
Trener (tytuł oryg. Coach) – amerykański film fabularny (komedia sportowa) z 1978 roku.

## Zarys fabuły
Randy Rowlings, złota medalistka igrzysk olimpijskich, zostaje zatrudniona w pewnej szkole średniej jako trenerka męskiej drużyny koszykówki. Spotyka się z negatywnym nastawieniem nastolatków. Staje przed trudnym zadaniem pokonania niechęci zawodników i doprowadzenia słabej drużyny do zwycięstw.

## Obsada
- Michael Biehn jako Jack Ripley
- Cathy Lee Crosby jako Randy Rowlings
- Keenan Wynn jako Fenton "F.R." Granger
- Channing Clarkson jako Bradley William David Granger
- Brent Huff jako Keith
- Steve Nevil jako Ralph
- Jack David Walker jako Ned
- Paul Rodriguez JR jako Jack